# Sint-Odakerk (Melderslo)
De Sint-Odakerk is de parochiekerk van Melderslo.

## Geschiedenis
De oude kerk werd in 1921 naar ontwerp van A. Martens gebouwd. Deze eenbeukige kerk (zonder toren, maar met dakruiter) werd gauw te klein en moest daarom vergroot worden. In 1932 maakte architect Joseph Franssen een ontwerp waarbij de kerk werd verlengd en een toren werd bijgebouwd.
Lang heeft deze kerk niet bestaan. In de nacht van 22 op 23 november 1944 bliezen de Duitsers de kerk op, waarbij op de sarcristie na, haast het hele gebouw werd weggevaagd. De kerk werd niet herbouwd.
Al in 1946 had architect Alphons Boosten plannen klaar voor een kerk voor Melderslo. Dit ontwerp werd echter afgekeurd door het Bisdom omdat het te groots was en een gebrek aan dorpskarakter zou hebben. Het tweede ontwerp uit 1948 werd wel goedgekeurd. 
Pas in 1951, na het overlijden van de architect, kon met de bouw worden gestart. In 1953 was de kerk zover gereed, dat deze in gebruik kon worden genomen. In 1954 werden in de nieuwe kerk glas-in-loodramen geplaatst, ontworpen door de beroemde glazenier Joep Nicolas (1897-1972). De toren had in de beginjaren nog geen spits, deze werd pas omstreeks 1956 geplaatst.
De Sint-Odakerk is een christocentrische kerk met een brede middenbeuk, smalle zijbeuken en een torenvormig koor. Opvallend zijn de schuin gepositioneerde transeptarmen.
Het gebouw is in 1992 en 1995 gerenoveerd.
Ter herinnering aan de in 1944 verwoeste kerk werd in 1979 een monument voor de nieuwe kerk geplaatst. Het monument is een zonnewijzer die is geplaatst op een blok steen dat afkomstig is van de vooroorlogse kerk.

## Luidklokken
De eerste kerk kreeg een klein klokje in de dakruiter. Dat klokje had eerder van 1894 tot ca. 1919 in de kerktoren van de Sint-Jozefkerk in America gehangen.
Toen de nieuwe toren van de Melderslose kerk in 1933 gereed kwam, werden twee grotere luidklokken aangeschaft. Deze klokken werden echter in 1942 door de Duitsers geroofd en later omgesmolten.
In 1952 werden 3 nieuwe luidklokken in de nieuwgebouwde kerk gehangen:
| Naam van de klok | Slagtoon | Diameter (cm) | Gewicht (kg) | Gieter         | Gietjaar |
| ---------------- | -------- | ------------- | ------------ | -------------- | -------- |
| Maria            | g        | 103           | 690          | Eijsbouts-Lips | 1952     |
| Jozef            | a        | 92            | 485          | Eijsbouts-Lips | 1952     |
| St. Oda          | b        | 81,5          | 345          | Eijsbouts-Lips | 1952     |

## Toekomst
Momenteel wordt er gekeken naar een mogelijke herbestemming van het kerkgebouw vanwege de teruggang van de aantal kerkgangers. Er zijn plannen om boven op de torenspits een zendmast te plaatsen ten behoeve van de mobiele telefonie.